# Berthold Tours

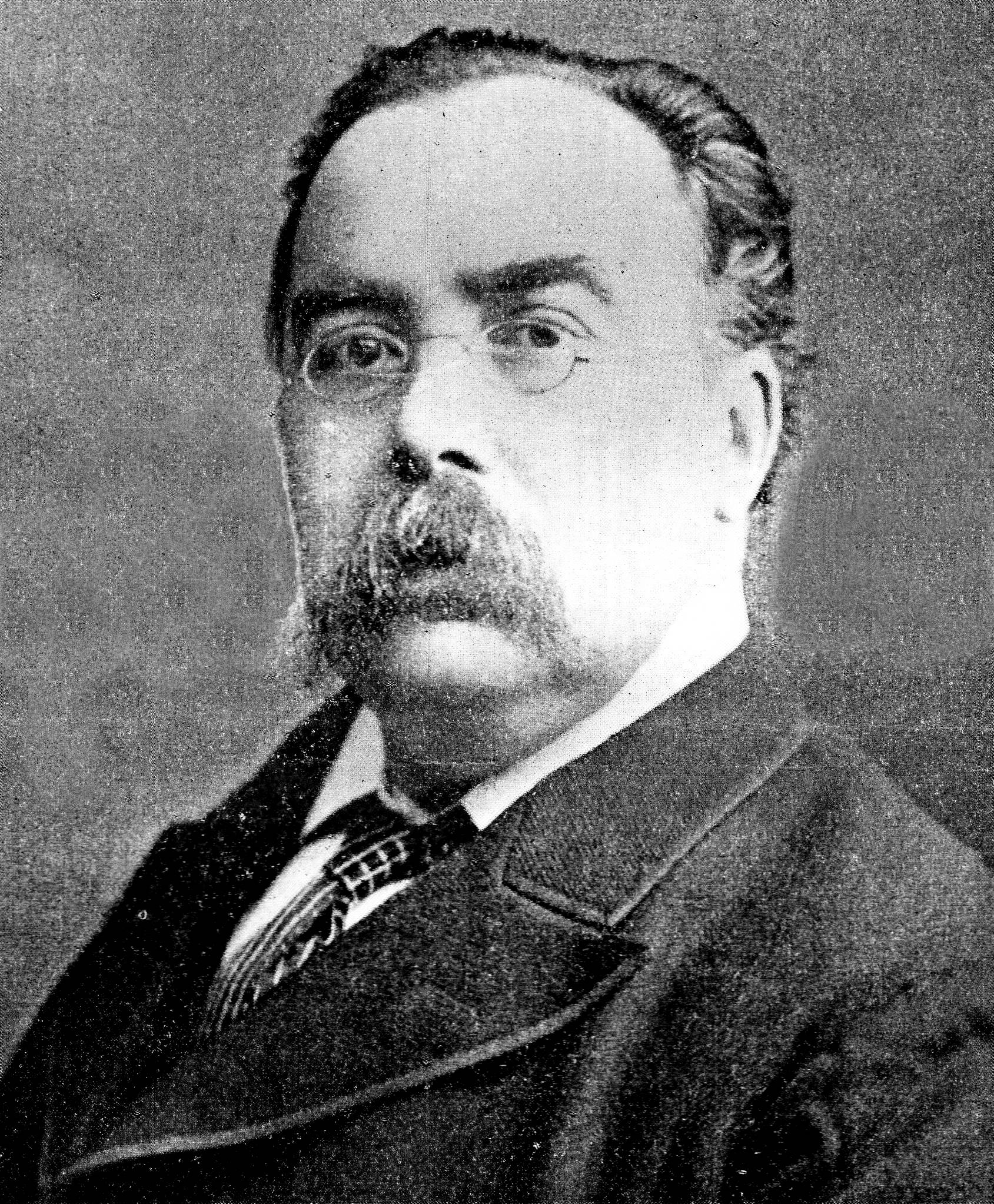
Berthold Tours

Bartholomeus (Berthold) Tours (Rotterdam, 17 december 1838 - Londen, 11 maart 1897) was een Nederlands violist en componist.

## Biografie
Hij was zoon van organist en dirigent Bartholomeus Tours en Jeanne Hermine van Heel. Broer Jacob Anton Tours werd predikant te Amsterdam. Zus Jeanne Hermine Tours trouwde met musicus Woldemar Bargiel; zij was eerder zijn leerlinge. Hijzelf was getrouwd met Susan Elizabeth Taylor. Zoon Frank Edward Tours werd componist. Berthold Tours werd begraven op Highgate.
Tours kreeg vioolonderwijs van zijn vader en compositieles van Johannes Verhulst. Daara na volgde nog een studie compositieleer aan het Brussels conservatorium bij Hubert Léonard en François-Joseph Fétis. Daarna trok hij nog een periode naar Leipzig met docenten Julius Rietz en Ernst Friedrich Richter. 
In Leipzig kreeg Tours een aanbieding van Juri Galitzin, zoon van Nicolaus Borissovitsj Galitzin, om naar Rusland te komen als tweede violist bij een strijkkwartet, dat de vorst wilde engageren. Tours reisde naar Sint-Petersburg, maakte daar kwartetten en moest met zijn collega's ook muziek maken in de naburige kastelen. Later lukte het Tours om in Sint-Petersburg tweede koordirigent van de Keizerlijke Opera te worden en kort daarop ontving hij het verzoek van Galitzin om te Londen, waar de vorst concerten gaf in Covent Garden, de partituren  te helpen lezen. 
Nadat Galitzin was overleden kreeg Tours een plaats als violist in het orkest van Costa en (door bemiddeling van mevrouw Sainton Dolby) veel les; in 1878 verkreeg hij de betrekking van muzikaal adviseur van de muziekuitgeverij Novello & Co. Zijn taak was de composities te beoordelen, die voor uitgave waren ingezonden en allerlei werken te arrangeren voor piano met zang of met strijkinstrumenten. Daarnaast was hij "precentor" te Eton (Berkshire) en publiceerde een uitgave van een "Violin-School". Deze methode werd in Engeland en in de Verenigde Staten veel gebruikt; er werden bijna honderdduizend exemplaren van verkocht. Ook was Tours werkzaam als componist van services (liturgische muziek) en anthems (bijvoorbeeld God hath appointed a day). In Nederland verschenen in de bundels van de Nederlandse Koorvereniging een paar geschreven koortjes van zijn hand, namelijk de Regenboog en Zoekt u een lief in de zomertijd.
- Bibsys: 2123118
- Biblioteca Nacional de España: XX5065505
- Bibliothèque nationale de France: cb148377292 (data)
- CiNii: DA10626802
- Gemeinsame Normdatei: 104012560
- International Standard Name Identifier: 0000 0000 8149 281X
- Library of Congress Control Number: n82208103
- Nationale Bibliotheek van Letland: 000049090
- MusicBrainz: eab1964b-0cce-40a1-b3ae-0696d95ec6ab
- Nationale Bibliotheek van Tsjechië: mzk2010598368
- Nationale bibliotheek van Australië: 35723243
- Nationale Bibliotheek van Israël: 987007283663005171
- Nederlandse Thesaurus van Auteursnamen: 148303102
- Réseau des bibliothèques de Suisse occidentale: 02-A003907506
- Système universitaire de documentation: 25276854X
- Trove: 1058760
- Virtual International Authority File: 69197108
- WorldCat: E39PBJt8ggvRTWWTycyh7PkxDq